# Fu Xi

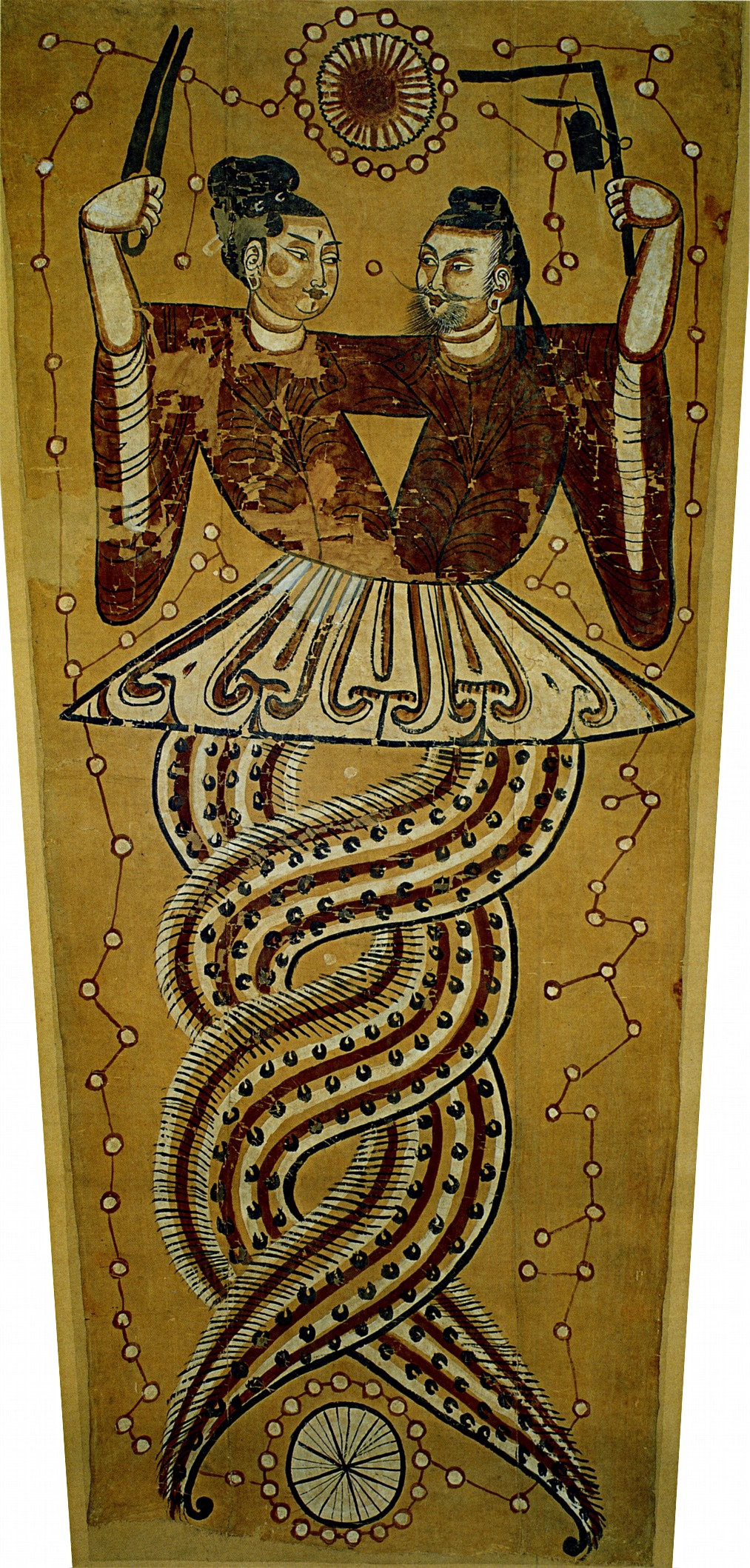
Una pintura antiga de Nuwa i Fuxi descoberta a Xinjiang

Fu Xi o Fu Hsi (xinès tradicional: 伏羲, xinès simplificat: 伏羲, pinyin: fúxī; també conegut com a Paoxi (xinès tradicional: 庖犧, xinès simplificat: 庖牺, pinyin: páoxī)), a mitjans del segle xiv aC, va ser el primer dels Tres Sobirans (三皇 sānhuáng) de l'antiga Xina. És un reputat heroi cultural al qual s'atribueix la invenció de l'escriptura, la pesca i la caça amb parany. Això no obstant, també es diu que Cang Jie va inventar l'escriptura.

## Començaments
Fu Xi va néixer a la part baix-mitjana del riu Groc, en un lloc anomenat Chengji (possiblement l'actual Lantian, província de Shaanxi o Tianshui, província de Gansu).

## Creació de la llegenda
Segons la llegenda, la Terra va ser arranada per una gran inundació i només Fu Xi i la seva germana Nüwa hi van sobreviure. Es van retirar a la muntanya Kunlun on van pregar per rebre un senyal de l'emperador del Cel. L'ésser diví va aprovar la seva unió i els germans es van dedicar a procrear l'espècie humana. Es conta que, per tal d'accelerar la procreació dels éssers humans, Fu Xi i Nüwa trobaren una manera addicional mitjançant l'ús de l'argila per a crear figures humanes, i amb el poder diví que se'ls havia confiat, feren que les figures de fang cobraren vida. Fu Xi, llavors, arribà a governar sobre els seus descendents, tot i que els informes del seu llarg regnat varien entre les fonts, des del 2852 al 2737 o del 2952 al 2836 aEC).

## Mort
Fu Xi va viure durant 197 anys en total i va morir en un lloc anomenat Chen (l'actual Huaiyang, Henan), on encara es pot trobar el seu mausoleu i visitar com una atracció turística.

## Importància social
En una de les columnes del temple Fu Xi a la província de Henan, la cobla següent descriu la importància de Fu Xi: "Entre els tres progenitors de la civilització Hua-Xia, Fu Xi en figura com el primer al País Huaiyang." Durant l'època de la seva predecessora Nüwa (que, d'acord amb algunes fons, era també la seva esposa i/o germana), la societat era matriarcal i primitiva. El part era vist com a miraculós; no requeria la participació dels homes, i els nens només coneixien les seves mares. A mesura que el procés de reproducció s'entenia millor en l'antiga societat xinesa, aquest es dirigí cap a un sistema patriarcal i Fu Xi hi va adquirir una importància primordial.
Fu Xi va ensenyar als seus súbdits a cuinar, a pescar amb eixàrcies, i a caçar amb armes fetes de ferro. Va instituir el matrimoni i va oferir els primers sacrificis a l'aire lliure per al cel. Una làpida de pedra, del 160 EC mostra Fu Xi amb Nüwa.
Tradicionalment, Fu Xi és considerat l'iniciador del I Ching (també conegut com el Yi Jing o Zhou Yi), el treball del qual s'atribueix a la seva lectura del He Map (o el Mapa del Riu Groc). D'acord amb aquesta tradició, Fu Xi tenia la disposició dels trigrames (八卦 bāgùa) del I Ching), que se li va revelar sobrenaturalment. Aquesta disposició precedeix la compilació del I Ching durant la dinastia Zhou. Es diu que ell va descobrir la disposició en les marques de la part posterior d'un mític drac-cavall (de vegades es diu que era una tortuga) que va sorgir del riu Luo. Hom diu també que aquest descobriment va ser l'origen de la cal·ligrafia.
Fu Xi és també acreditat com l'inventor del Guqin, juntament amb Shennong i Huang Di.
Segons els figuristes, Fu Xi era realment Henoc, el patriarca bíblic. Això no obstant, les històries es contradiuen les unes a les altres.
Segons Mirza Tahir Ahmad, el quart califa de la comunitat musulmana Ahmadiyya, totes les religions xineses són derivades dels ensenyaments de Fu Xi.